# 想
想（そう、サンスクリット: saṃjñā、パーリ語: saññā）とは、事物の形象を心の中に思い浮かべること・表象作用を意味する仏教用語。心に像を思い浮かべる作用や、心に浮かぶ像のこと。例えば、眼をつむって「桜」というイメージを思い浮かべること。
五蘊の一要素（三番目（想蘊））で、説一切有部の五位七十五法のうち、心所法 - 大地法（阿毘達磨倶舎論などに言及）、唯識派・法相宗の五位百法のうち有為法 - 心所法 - 遍行心所（成唯識論などに言及）の一要素でもある。